# Rue Barbe-d'Or
La rue Barbe-d'Or est une rue ancienne du centre de la ville de Liège (Belgique) située en bordure de l'îlot Saint-Georges dans le quartier de Féronstrée.

## Toponymie
Comme beaucoup de voiries du centre historique de Liège, le nom de cette rue provient d'une ancienne enseigne de commerce. Ici, il s'agit en l'occurrence d'un commerce de draperies mentionné au XVe siècle, cette rue (et le quartier alentour) étant jadis occupée par des drapiers qui puisaient l'eau dans l'une des déviations de la Légia passant dans cette rue.

## Description et localisation
Cette étroite rue pavée, plate et rectiligne, d'une longueur d'environ 75 m est une voie piétonne marquant la limite sud de l'îlot Saint-Georges qui, lors de sa construction, dans les années 1960, a fait disparaître toutes les maisons du côté impair. Elle est parallèle au quai de la Goffe qui par un petit retrait (à hauteur de la maison Havart) rejoint la rue.

## Architecture
Deux immeubles contigus sis aux nos 2 et 4 sont repris à l'inventaire du patrimoine culturel immobilier de la Wallonie. Les façades en brique avec encadrements en pierre de taille s'étendent sur deux étages et un total de six travées. Ces maisons ont été érigées au cours du XVIIIe siècle.

## Voiries adjacentes
- Quai de la Goffe
- Rue Saint-Jean-Baptiste

### Source et lien externe
- Claude Warzée, « Le quai de la Goffe, la Batte, l’ancienne halle aux viandes et la cité administrative », sur Histoires de Liège, 4 août 2016 (consulté le 7 août 2023)